# Madalum
Madalum est une localité de la province de Lanao du Sud, aux Philippines. En 2015, elle compte 23 127 habitants.